# Yves Rossy

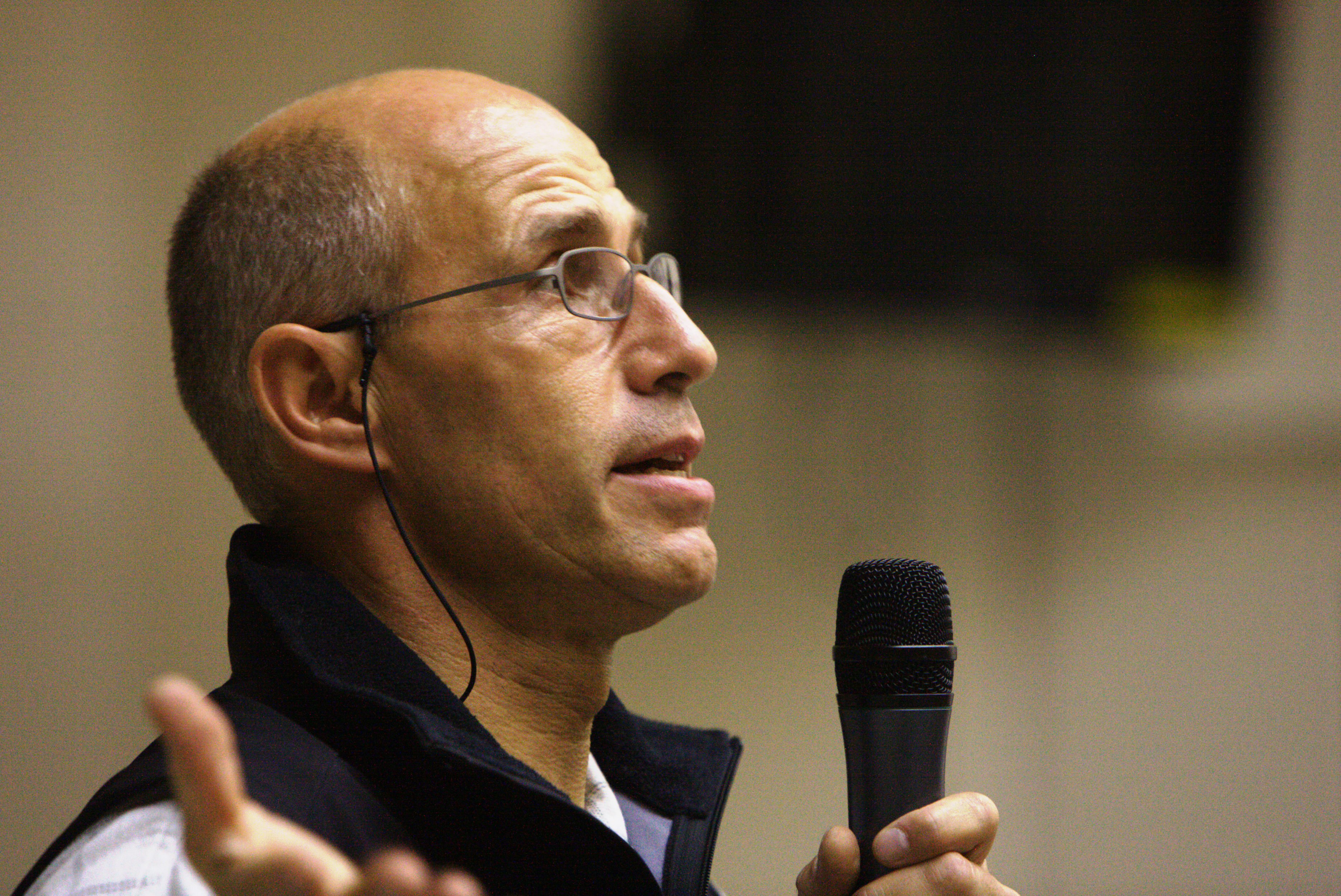
Yves Rossi

Yves Rossy (Neuchâtel, 27 augustus 1959) is een Zwitserse piloot, uitvinder en luchtvaartliefhebber. Hij was zowel de eerste persoon die een met straalmotoren aangedreven vleugel op zijn rug bond alsook de eerste die er een succesvolle vlucht mee maakte. De eerste vlucht vond plaats in november 2006 in Bex, Zwitserland, en duurde zes minuten.
Op 26 september 2008 vloog hij met behulp van een vleugel met vier straalmotoren in 9 minuten en 32 seconden en met een snelheid van maximaal 299 km per uur Het Kanaal over, langs dezelfde route als waarlangs Louis Blériot in 1909 de eerste oversteek per vliegtuig maakte.
Op 25 november 2009 deed hij een poging met behulp van eenzelfde vleugel de Straat van Gibraltar over te vliegen. Deze poging mislukte echter, want hij kwam al na een paar minuten in zee terecht, nadat hij in de wolken terecht was gekomen en gedesoriënteerd was geraakt. Rossy maakte gebruik van zijn parachute om zich in veiligheid te brengen.
Rossy heeft als gevechtspiloot in de Zwitserse luchtmacht gediend. In die tijd vloog hij Dassault Mirage III's, Northrop F-5 Tiger II's en Hawker Hunters. Hij heeft tevens Boeing 747's gevlogen voor Swissair. Momenteel vliegt hij een Airbus voor Swiss International Air Lines.